# Clasificación de la obesidad

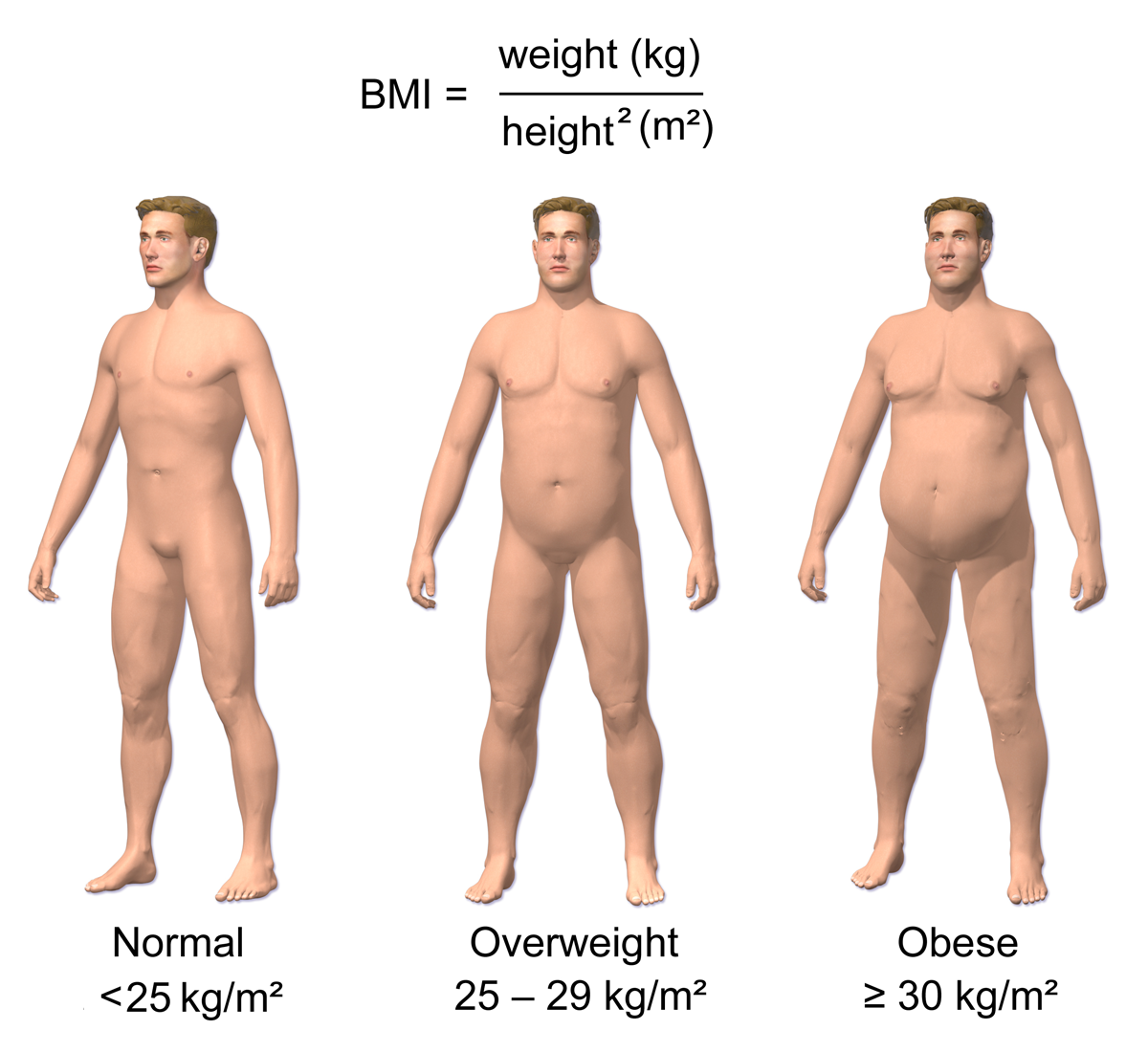
Obesidad e IMC

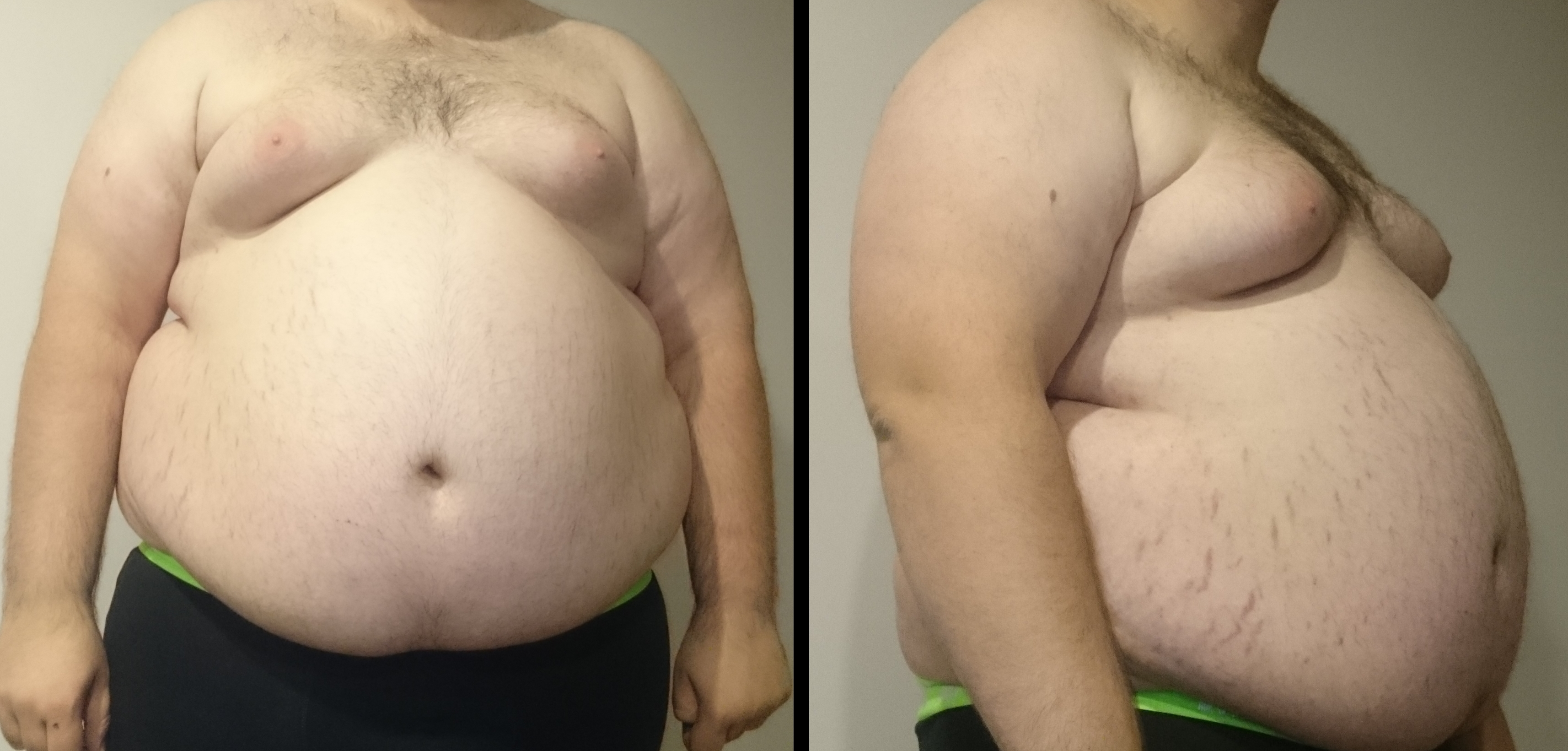
Un hombre obeso con un índice de masa corporal de 53 kg/m² : peso 182 kg (400 lb), altura 185 cm (6 ft 1 in)

La clasificación de la obesidad es una clasificación de la obesidad, la condición médica en la cual el exceso de grasa corporal se ha acumulado en la medida en que tiene un efecto adverso sobre la salud. La Organización Mundial de la Salud (OMS) clasifica la obesidad según el índice de masa corporal (IMC). El IMC se evalúa en términos de distribución de grasa a través de la relación cintura-cadera y factores de riesgo cardiovascular total. En los niños, un peso saludable varía con la edad y el sexo, y la determinación de la obesidad está en relación con un grupo histórico normal.

## Antecedentes
La obesidad es una afección médica en la que el exceso de grasa corporal se ha acumulado en la medida en que tiene un efecto adverso sobre la salud. El peso relativo y el índice de masa corporal (IMC) son casi idénticos y son estimaciones razonables de la gordura corporal según el porcentaje de grasa corporal. Sin embargo, el IMC no tiene en cuenta la amplia variación en la distribución de la grasa corporal, y puede no corresponder al mismo grado de gordura o riesgo de salud asociado en diferentes individuos y poblaciones. Otras medidas de distribución de grasa incluyen la relación cintura-cadera y el porcentaje de grasa corporal. La obesidad de peso normal es una condición de tener un peso corporal normal, pero altos porcentajes de grasa corporal con los mismos riesgos de obesidad para la salud. El IMC puede usarse para predecir el riesgo de anomalías metabólicas como la diabetes.

## Mediciones

### Índice de masa corporal
El índice de masa corporal o IMC es un método simple y ampliamente utilizado para estimar la masa de grasa corporal. El IMC fue desarrollado en el siglo XIX por el estadístico y antropometrista belga Adolphe Quetelet. El IMC es un reflejo exacto del porcentaje de grasa corporal en la mayoría de la población adulta. Sin embargo, es menos preciso en personas como culturistas y mujeres embarazadas. Se puede usar una fórmula que combine el IMC, la edad y el género para estimar el porcentaje de grasa corporal de una persona con una precisión del 4%. Mayo Clinic está desarrollando un método alternativo, el índice de volumen corporal (BVI), en un esfuerzo por tener en cuenta mejor las diferentes formas del cuerpo. BVI mide la distribución de grasa corporal y calcula el número de BVI, en función de estos resultados. Este número de BVI es una indicación del riesgo para la salud asociado con el peso. 
| IMC       | Clasificación         |
| --------- | --------------------- |
| <18,5     | bajo peso             |
| 18,5–24,9 | peso normal           |
| 25.0–29.9 | exceso de peso        |
| 30.0–34.9 | obesidad clase I      |
| 35,0–39,9 | obesidad de clase II  |
| ≥ 40.0    | obesidad de clase III |

El IMC se calcula dividiendo la masa del sujeto por el cuadrado de su altura, normalmente expresada en unidades métricas o "habituales" de EE. UU: 
Métrico: {\displaystyle \mathrm {IMC} ={\frac {\mathrm {kilogramos} }{\mathrm {metros} ^{2}}}}
EE. UU. / Consuetudinario e imperial: {\displaystyle \mathrm {BMI} =\mathrm {pounds} {\frac {703}{\mathrm {inches} ^{2}}}}
Las definiciones más utilizadas, establecidas por la Organización Mundial de la Salud (OMS) en 1997 y publicadas en 2000, proporcionan los valores enumerados en la tabla de la derecha.
Algunas modificaciones a las definiciones de la OMS han sido hechas por organismos particulares. La literatura quirúrgica desglosa la obesidad de clase III en categorías adicionales, aunque los valores exactos aún se disputan.
- Cualquier IMC ≥ 35 es obesidad severa
- Un IMC de ≥ 40 es obesidad mórbida
- Un IMC de ≥ 50 es súper obeso

A medida que las poblaciones asiáticas desarrollan consecuencias negativas para la salud con un IMC más bajo que las poblaciones occidentales, algunas naciones han redefinido la obesidad. Los japoneses han definido la obesidad como cualquier IMC superior a 25 mientras que China utiliza un IMC superior a 28.
La definición basada en el IMC es fácil de usar y es particularmente conveniente para fines estadísticos, ya que solo depende de dos cantidades comúnmente medidas, la altura y el peso. Sin embargo, ignora las variaciones entre individuos en cantidades de masa corporal magra, particularmente masa muscular. Las personas involucradas en trabajos físicos pesados o deportes pueden tener altos valores de IMC a pesar de tener poca grasa. Por ejemplo, más de la mitad de todos los jugadores de la NFL se clasifican como "obesos" (IMC ≥ 30), y 1 de cada 4 se clasifican como "extremadamente obesos" (IMC ≥ 35), según la métrica del IMC. Sin embargo, su porcentaje medio de grasa corporal, 14%, está dentro de lo que se considera un rango saludable.
La métrica de obesidad preferida en los círculos académicos es el porcentaje de grasa corporal (% BF): la relación entre el peso total de la grasa de la persona y su peso corporal, y el IMC se considera simplemente como una forma de aproximar el %BF. Los niveles superiores al 32% para las mujeres y el 25% para los hombres generalmente se consideran obesidad. Sin embargo, la medición precisa del porcentaje de grasa corporal es mucho más difícil que la medición del IMC. Existen varios métodos de precisión y complejidad variables. 
Otras medidas de la obesidad propuesto, pero menos comunes incluyen la cintura circunferencia y relación cintura-cadera. Estos miden una forma común de obesidad conocida como obesidad abdominal o central, caracterizada por depósitos excesivos de grasa en la región abdominal y dentro de la cavidad peritoneal. Se ha demostrado que son comparables al IMC en su poder para predecir el riesgo de anomalías metabólicas como la diabetes tipo II, y posiblemente superiores al IMC como predictores de enfermedad cardiovascular.

### Circunferencia de la cintura y relación cintura-cadera
En los Estados Unidos una circunferencia de cintura de> 102 cm (≈40") en hombres y> 88 cm (≈34.5") en mujeres o la relación cintura-cadera (la circunferencia de la cintura dividida por la de las caderas) de> 0.9 para hombres y> 0.85 para mujeres se utilizan para definir la obesidad central.
En la Unión Europea circunferencia de cintura ≥ 94 cm (≈37") en hombres y ≥ 80 cm (≈31.5") en mujeres no embarazadas se usan como cortes para la obesidad central.
Un corte inferior de 90 cm se ha recomendado para hombres del sur de Asia y chinos, mientras que un corte de 85 cm ha sido recomendado para hombres japoneses.
En aquellos con un IMC menor de 35, la grasa corporal intraabdominal está relacionada con resultados negativos para la salud independientemente de la grasa corporal total. La grasa intraabdominal o visceral tiene una correlación particularmente fuerte con la enfermedad cardiovascular. En un estudio de 15,000 personas, la circunferencia de la cintura también se correlacionó mejor con el síndrome metabólico que el IMC. Las mujeres con obesidad abdominal tienen un riesgo cardiovascular similar al de los hombres. Sin embargo, en las personas con un IMC mayor de 35, la medición de la circunferencia de la cintura agrega poco al poder predictivo del IMC, ya que la mayoría de las personas con este IMC tienen circunferencias anormales de la cintura.

### Índice de volumen corporal
El índice de volumen corporal (BVI) es un método novedoso para calcular la distribución de grasa corporal. Diseñado por Select Research y Mayo Clinic, BVI ha sido desarrollado como una alternativa al IMC. El IMC no tiene en cuenta la distribución muscular y grasa, ni el género, ni la etnia; y, por lo tanto, no es una medida precisa de la obesidad en muchas personas. BVI utiliza tecnología 3D para analizar la forma general del cuerpo, identificando dónde se distribuye la grasa en todo el cuerpo.
Volumen del cuerpo significa la composición de una persona y sus partes del cuerpo; cada parte del cuerpo de una persona (brazos, piernas, pecho, etc.) tiene su propia forma 3D, peso individual y medidas. Un aumento en el volumen de grasa y músculo normalmente corresponde con un aumento o disminución de volumen en esa área del cuerpo. El BVI calcula la composición de grasa corporal de una persona a partir de dos imágenes tomadas de frente y de lado. Se extrae una silueta de estas imágenes y se crea un modelo 3D, a partir del cual se pueden calcular medidas lineales y de volumen detalladas. Al comparar los modelos 3D con los datos de MRI, el software BVI puede calcular la distribución de grasa y, en particular, la grasa visceral acumulada cerca de los órganos del individuo. Los resultados proporcionarán mediciones precisas de la relación cintura-cadera, IMC, grasa corporal total, grasa visceral y número de BVI. 
El número BVI ha sido diseñado por Mayo Clinic como una alternativa al IMC. Proporciona una indicación del riesgo para la salud basado en la distribución de grasa con un énfasis particular en la grasa visceral; que se encuentra alrededor de los órganos. La grasa visceral es metabólicamente activa, y los niveles altos son un factor de riesgo conocido de enfermedad cardiovascular y diabetes tipo II.

### Porcentaje de grasa corporal

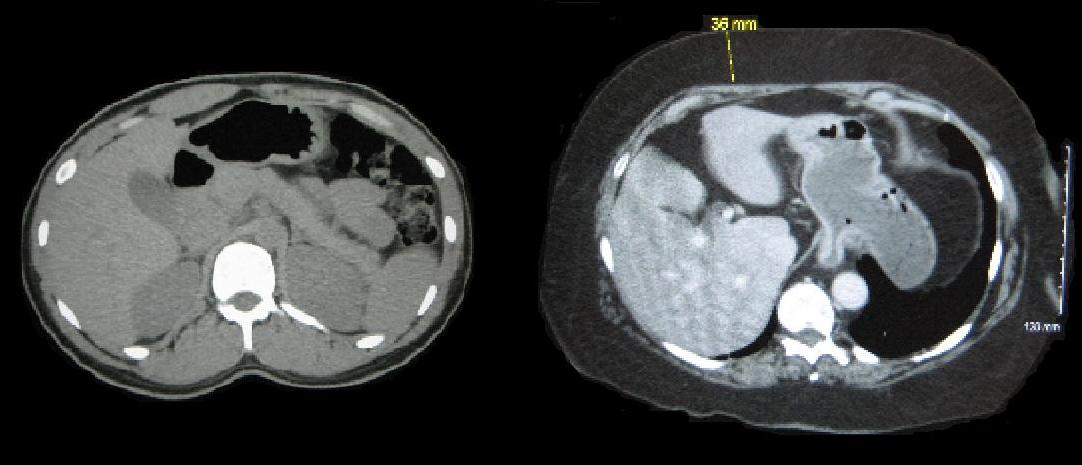
Secciones transversales del torso de una persona de peso normal (izquierda) y una persona obesa (derecha), tomadas por tomografía computarizada. Tenga en cuenta el 3.6 cm (1,4 pulgadas) de grasa subcutánea en la persona obesa.

El porcentaje de grasa corporal es la grasa corporal total expresada como un porcentaje del peso corporal total. No existe una definición generalmente aceptada de obesidad basada en la grasa corporal total. La mayoría de los investigadores han usado> 25% en hombres y> 30% en mujeres, como puntos de corte para definir la obesidad.
Al igual que con los métodos antropométricos, el porcentaje de grasa corporal se puede estimar a partir del IMC de una persona mediante la siguiente fórmula:
{\displaystyle {\text{Porcentaje de grasa corporal}}=1.39\times {\text{IMC}}+0.16\times {\text{edad}}-10.34\times {\text{género}}-9}
donde el género (sexo) es 0 si es mujer y 1 si es hombre para tener en cuenta el porcentaje de grasa corporal inferior de los hombres.
Existen muchos otros métodos utilizados para determinar el porcentaje de grasa corporal. El pesaje hidrostático, uno de los métodos más precisos para calcular la grasa corporal, implica pesar a una persona bajo el agua. Históricamente, se han utilizado otros dos métodos más simples y menos precisos, pero ahora no se recomiendan. La primera es la prueba de pliegue cutáneo, en la que se mide con precisión una pizca de piel para determinar el grosor de la capa de grasa subcutánea. El otro es el análisis de impedancia bioeléctrica que utiliza resistencia eléctrica. No se ha demostrado que la impedancia bioeléctrica proporcione una ventaja sobre el IMC.
Las técnicas de medición del porcentaje de grasa corporal utilizadas principalmente para investigación incluyen tomografía computarizada (tomografía computarizada), resonancia magnética (MRI) y absorciometría de rayos X de energía dual (DEXA). Estas técnicas proporcionan mediciones muy precisas, pero puede ser difícil de obtener en personas con obesidad severa debido a los límites de peso de la mayoría de los equipos y el diámetro insuficiente de muchos escáneres CT o MRI.

## Obesidad infantil
El rango saludable de IMC varía con la edad y el sexo del niño. La obesidad en niños y adolescentes se define como un IMC mayor que el percentil 95 Los datos de referencia en los que se basan estos percentiles son de 1963 a 1994 y, por lo tanto, no se han visto afectados por los recientes aumentos en las tasas de obesidad.
La obesidad infantil ha alcanzado proporciones epidémicas en el siglo con tasas crecientes tanto en el mundo desarrollado como en el mundo en desarrollo. Las tasas de obesidad en los niños canadienses han aumentado del 11% en la década de 1980 a más del 30% en la década de 1990, mientras que durante este mismo período las tasas aumentaron del 4 al 14% en los niños brasileños.
Al igual que con la obesidad en adultos, muchos factores diferentes contribuyen al aumento de las tasas de obesidad infantil. Se cree que cambiar la dieta y disminuir la actividad física son los dos más importantes para causar el reciente aumento en la tasa de obesidad. Las actividades desde el transporte autopropulsado hasta la educación física escolar y los deportes organizados han ido disminuyendo en muchos países.
Debido a que la obesidad infantil a menudo persiste hasta la edad adulta y se asocia con numerosas enfermedades crónicas, es importante que los niños obesos se realicen pruebas de hipertensión, diabetes, hiperlipidemia e hígado graso.
Los tratamientos utilizados en niños son principalmente intervenciones de estilo de vida y técnicas conductuales. Los medicamentos no están aprobados por la FDA para su uso en este grupo de edad.